# Lan hài đỏ
Lan hài đỏ hay vệ hài đỏ, vệ hài Delenat (danh pháp hai phần: Paphiopedilum delenatii), được mô tả năm 1924 , được đặt tên theo Delanat, một người Pháp yêu thích hoa lan của thập niên 1900. Đến năm 1922, nhà thám hiểm người Pháp Poilane lại tìm thấy những bông hoa lan đẹp rực rỡ này ở Khánh Hoà và mang về Pháp gửi cho Delenat – một người làm vườn của lâu đài St. Germaine en Laye gần St. Cloud để trồng và chăm sóc. Khi cây lan quý hiếm nở hoa, nhà thực vật học Pháp André Guillaumain đã mô tả và công bố loài lan mới, lấy tên ông Delenat đặt cho nó. Người ta đã tưởng rằng loài lan này đã tuyệt chủng cho đến khi nó được phát hiện lại vào năm 1993. Lan hài đỏ là một loài lan thuộc Chi Lan hài. Đây là một loài thực vật đặc hữu Việt Nam. Năm 2010, các nhà sinh vật học Việt Nam mới tìm thấy cây lan hài hồng Paphiopedilum delenatii tại núi Hòn Bà thuộc tỉnh Khánh Hoà gần ranh giới Lâm Đồng, cách Nha Trang khoảng 60 km và ở khu vực có độ cao 800 – 1.000m.
Loài lan này mọc thành bụi nhỏ trên các hốc đá ẩm ướt. Lá dài 8 – 11 cm, rộng 3 – 4 cm, xếp hai dãy, hình thuôn dài, mặt trên màu lục thẫm, mặt dưới nhạt hơn, có nhiều chấm tía. Cụm hoa dài 20 cm, có một – hai hoa, cuống màu lục, có chấm đỏ và lông thưa. Lá bắc hai, hình bầu dục, dài 1,2 – 1,5 cm. Hoa màu hồng, đường kính khoảng 8 cm. Lá đài trên hình trứng, mép hơi cuộn, dài 3 cm, rộng 4 cm, mặt trong màu hồng nhạt, có lông ngắn, mặt ngoài có nhiều chấm đỏ. Hoa có mùi thơm.
Lá đài dưới giống lá đài trên nhưng lớn hơn một chút, ngắn hơn môi. Cánh hoa gần tròn, dài 3 – 4 cm, rộng 2,4 – 3,5 cm, mặt trong hồng nhạt, mặt ngoài nhiều chấm hung đỏ, lông thưa ngắn ở cả hai mặt. Cánh môi màu đỏ tươi, hình trứng, dài 2,5 – 3,8 cm, miệng hình bầu dục, mép cuốn vào trong, có lông ngắn ở gốc. Nhuỵ lép màu tím đỏ với một vệt rộng vàng tươi ở đỉnh, màu trắng ở gốc, hình thoi, dài 1,5 cm, đầu tròn, mép có lông

## Phân bố
Paphiopedilum delenatii được tìm thấy ở đông bắc Việt Nam ở độ cao 800-1300 mét. 
Loài lan này có vùng phân bố rất hẹp ở những đỉnh núi đá vôi cao trên 1.000m. Trong tự niên, hoa nở vào tháng 12 nhưng trong điều kiện trồng thì nở hoa chậm hơn, từ tháng 1 đến tháng 3.. Khu vực có lan này sinh sống có sương mù vào mùa Đông và mưa lớn vào mùa Hè.

## Biến thể
- Paphiopedilum delenatii var. album[7]
- Paphiopedilum delenatii var. dunkel dark magenta lip[8]